# Il capestro degli Asburgo
Pour plus de détails, voir Fiche technique et Distribution.
Il capestro degli Asburgo (littéralement « La Corde des Habsbourg ») est un film italien réalisé par Gustavo Serena, sorti en 1915.
Ce film muet en noir et blanc met en scène l'irrédentiste italien Guglielmo Oberdan qui organisa en 1882 un attentat contre l'empereur François-Joseph Ier d'Autriche.

## Fiche technique
- Titre original : Il capestro degli Asburgo
- Réalisation : Gustavo Serena
- Directeur de la photographie : Alberto G. Carta
- Scénographie : Alfredo Manzi (en)
- Société de production : Caesar Film (en)
- Pays d'origine :  Royaume d'Italie
- Langue : italien
- Format : Noir et blanc – 1,33:1 – 35 mm – Muet
- Genre : film historique
- Année : 1915
- Dates de sortie :  Italie : août 1915
- Autres titres connus :
  -  Empire allemand : Oberdan

## Distribution
- Gustavo Serena : Guglielmo Oberdan
- Francesca Bertini : la fiancée de Guglielmo Oberdan
- Carlo Benetti (en) : Beppe Pazzia
- Ida Carloni Talli
- Alberto Collo
- Andrea Habay